# Старая Рябка
Старая Рябка — село, центр сельской администрации в Краснослободском районе. Население 234 чел. (2001), в основном русские.
Расположено на реке Рябке, в 15 км от районного центра, 67 км от железнодорожной станции Ковылкино и 4 км от автотрассы Саранск — Краснослободск.

## История
Возникло в начале XVIII века как деревня при Успенской мужской пустыни. Название получило по реке.
С 1730-х годов — село (со строительством каменной монастырской Успенской церкви, с 1764 г. — приходская, в 1872 г. — с Михаило-Архангельским и Никольским приделами и колокольней).
В Старой Рябке были парусиновый и железоделательный заводы. В «Списке населённых мест Пензенской губернии» (1869) Старая Рябка — село казённое из 38 дворов Краснослободского уезда; имелись церковь, церковно-приходская школа (1867; первые учителя — М. Е. и А. Е. Горские, дочери Е. П. Горского), маслобойный завод и мельница.
В 1931 г. был создан колхоз «Светлый путь» (председатель — Е. И. Звездин), в 1950—1963 гг. — им. Куйбышева, с 1996 г. — подсобное хозяйство ОАО «Краснослободская МПМК». В современном селе — средняя и основная школы, библиотека, Дом культуры, 2 фельдшерско-акушерских пункта, отделение связи, магазин; Михаило-Архангельская церковь. Уроженцы Старой Рябки — заслуженные учителя школы МАССР И. Е. Клоков и М. С. Янкин, генерал-майор В. А. Кузнецов. В Старорябкинскую сельскую администрацию входят с. Мордовские Полянки (111 чел.; родина языковеда С. Г. Потапкина), д. Нагорное Шенино (1 чел.) и Рябкинский Завод (160 чел.).

## Источник
- Энциклопедия Мордовия, М. С. Волкова.